# Hemgöl (Tuna socken, Småland)
Hemgöl är en sjö i Vimmerby kommun i Småland och ingår i Marströmmens huvudavrinningsområde.